# Митропа куп 1971.
Митропа куп 1971 је тридесета годишњица одржавања овог купа.
Учествовало је 16 екипа. Аустрија, Чехословачка, Италија и СФР Југославија учествовале су са по три, а Мађарска са четири екипе. Играло се по двоструком куп систаму (две утакмице), а у финалу се играла једна утакмица на неутралном терену.

## Резултати

### Прво коло
| Клуб               | Држава                                           | Резултат | Држава                                           | Клуб                | Домаћин | Гост      |
| ------------------ | ------------------------------------------------ | -------- | ------------------------------------------------ | ------------------- | ------- | --------- |
| Челик, Зеница      | Социјалистичка Федеративна Република Југославија | 3:1      | Италија                                          | Катанија            | 3:0     | 0:1       |
| Аустрија, Салзбург | Аустрија                                         | 4:3      | Мађарска                                         | Вашаш, Будимпешта   | 3:0     | 1:3       |
| MTK, Будимпешта    | Мађарска                                         | 3:1      | Италија                                          | Торино              | 1:1     | 2:1 прод. |
| Чепел              | Мађарска                                         | 2:0      | Чешка                                            | Славија Праг        | 2:0     | 0:0       |
| Диошђер, Мишколц   | Мађарска                                         | 2:0      | Чешка                                            | Локомотива, Кошице  | 2:0     | 0:0       |
| Ланероси, Виченца  | Италија                                          | 3:1      | Социјалистичка Федеративна Република Југославија | Раднички Крагујевац | 3:0     | 0:1       |
| Грац               | Аустрија                                         | 3:3      | Социјалистичка Федеративна Република Југославија | Марибор             | 2:0     | 1:3       |
| Шкода, Плзењ       | Чешка                                            | 5:1      | Аустрија                                         | ЛАСК, Линц          | 4:0     | 1:1       |

### Четвртфинале
| Клуб     | Држава                                           | Резултат | Држава   | Клуб     | Домаћин | Гост |
| -------- | ------------------------------------------------ | -------- | -------- | -------- | ------- | ---- |
| Челик    | Социјалистичка Федеративна Република Југославија | 4:2      | Мађарска | Диошђер  | 4:1     | 0:1  |
| Аустрија | Аустрија                                         | 5:4      | Италија  | Ланероси | 3:1     | 2:3  |
| MTK      | Мађарска                                         | 2:1      | Аустрија | Грац     | 0:0     | 2:1  |
| Чепел    | Мађарска                                         | 1:1      | Чешка    | Шкода    | 0:0     | 1:1  |

### Полуфинале
| Клуб     | Држава                                           | Резултат | Држава   | Клуб  | Домаћин | Гост |
| -------- | ------------------------------------------------ | -------- | -------- | ----- | ------- | ---- |
| Челик    | Социјалистичка Федеративна Република Југославија | 2:1      | Мађарска | MTK   | 1:0     | 1:1  |
| Аустрија | Аустрија                                         | 4:3      | Мађарска | Чепел | 4:1     | 0:2  |

## Финале
| Датум, Место          | Побеник | Држава                                           | Резултат | Држава   | Финалиста |
| --------------------- | ------- | ------------------------------------------------ | -------- | -------- | --------- |
| 22. септембар, Горица | Челик   | Социјалистичка Федеративна Република Југославија | 3:1      | Аустрија | Аустрија  |

| Митропа 1971.       |
| ------------------- |
| НК Челик 1. титула. |